# Sergio Bitar
Sergio Bitar Chacra (Santiago, 30 de diciembre de 1940) es un ingeniero civil y político chileno. Fue ministro de Estado de los presidentes Salvador Allende, Ricardo Lagos y Michelle Bachelet, además de senador por Tarapacá por un periodo de ocho años. Es miembro del Partido por la Democracia (PPD), colectividad de la cual ha sido presidente en tres ocasiones y que pertenece a la Internacional Socialista.

## Primeros años de vida
Hijo de un inmigrante sirio Nazmi Bitar Chacra y de Julia Chacra Chacra, cursó sus estudios secundarios en el Instituto Nacional de Santiago y los superiores en la Facultad de Ciencias Físicas y Matemáticas de la Universidad de Chile. Se tituló en 1963 como ingeniero civil y recibió el premio al mejor alumno de su promoción.
Realizó un posgrado de teoría económica en el Centre d'Etudes de Programmes Economiques en Francia (1964-1966). Luego estudió en los Estados Unidos, en la Universidad de Harvard (MPA). Fue Director del Departamento de Industrias de La Universidad de Chile (1966-68), Visiting Fellow Harvard Institute for International Development (1974-76) y del Wilson Center, Smithsonian Institution (1982-3), Hoy Bitar es miembro y non-resident senior fellow en el Diálogo InterAmericano./Es Vicepresidente del Board of Advisers del Institute for Democracy and Electoral Assistance (IDEA,Estocolmo) desde 2018.

### Matrimonio e hijos
Se encuentra casado con María Eugenia Hirmas Rubio, tienen tres hijos, Javier, Rodrigo y Patricia, y 10 nietos.

## Carrera política

### Gobiernos de Frei Montalva y Allende
Se inició en la política al ser nombrado jefe de la oficina de planificación industrial de Corfo entre 1968 y 1970, por el Gobierno del democratacristiano Eduardo Frei Montalva.
Trabajó a favor de la candidatura de Radomiro Tomic, aunque se alejó de la política para realizar un máster en economía en la Universidad de Harvard (1971).
Durante el Gobierno del socialista Salvador Allende, y ya en la Izquierda Cristiana, fue designado ministro de Minería, cargo que mantuvo por poco tiempo, debido a que fue destituido producto de la aprobación de una acusación constitucional en su contra, llevada adelante por la DC, partido al que con anterioridad había sido muy cercano, aunque no militante. Luego del golpe de Estado de 1973, fue retenido en el Campo de Concentración de Isla Dawson y otros campos de concentración por más de un año. Al ser liberado, en 1974, vivió diez años como exiliado en Estados Unidos y Venezuela, donde incursionó en la actividad empresarial.

### Opositor a Pinochet y senador por Tarapacá
Regresó a Chile en 1985, adhiriéndose activamente en la oposición a la dictadura de Augusto Pinochet, participando en la fundación del Partido Por la Democracia y la lucha por el No en el plebiscito de 1988.
Por esos años se consolidó como uno de los principales líderes del PPD, siendo vicepresidente en 1990, secretario general de 1990 a 1992 y presidente en 1992 y 1994. Volvería a colocarse a la cabeza de la colectividad en 1997-2000 y en 2006-2008.
En 1993 fue elegido senador por la Región de Tarapacá para el periodo 1994-2002.
Como parlamentario obtuvo la aprobación de las leyes Arica y creó la Corporación Museo del Salitre, para proteger las salitreras de su destrucción, logrando en 2005 que fueran declaradas Patrimonio de la Humanidad por Unesco.

### Administración Lagos
Tras terminar su periodo de Senador en 2002, fue designado ministro de Educación por el presidente Ricardo Lagos. Desde este cargo prosiguió con la reforma educacional, que se lleva a cabo desde hace años, y la implementación de la Prueba de Selección Universitaria (PSU), la nueva prueba de ingreso a las universidades (teóricamente de transición hacia el SIES), iniciada el 2003. Logró la aprobación de la reforma constitucional que estableció la obligatoriedad y gratuidad de la educación media, la ley de evaluación docente, la ley que estableció el sistema de Crédito con Aval del Estado para la educación superior y puso en marcha el programa especial de inglés desde el 5° año básico.
También debió enfrentar y tratar de superar la inequidad en los resultados educacionales por nivel socioeconómico, reflejados en las pruebas SIMCE y PSU, y los pobres resultados del nivel de la educación en comparación con otras naciones, como lo demostró la prueba PISA. Posteriormente integró los Consejos Universitarios de la Universidad de Chile, Católica  de Temuco, Mayor y de Santiago.

### Aliado de Bachelet
A fines de 2005, a solicitud de la candidata socialista a la Presidencia de Chile Michelle Bachelet, se unió a su campaña, situación que creó críticas de la oposición, especialmente de su candidato, el empresario Sebastián Piñera. A pesar de ello, su papel protagónico en el comando, así como el de Andrés Zaldívar, fueron considerados grandes apoyos que permitieron la victoria de Bachelet en la segunda vuelta de 2006.
En enero de 2008 volvió a asumir un cargo de Gobierno, esta vez como ministro de Obras Públicas.
En este puesto impulsó nuevos proyectos en el área de las concesiones, alcanzando en 2009 US$ 2.594 millones entre obras licitadas y adjudicadas, récord desde el inicio de ese sistema en 1993, así como un programa de infraestructura que buscaba permitir a Chile enfrentar de buena manera sus necesidades sectoriales con miras al año 2020.
Su nombre 'sonó' como carta presidencial de su tienda de cara a las elecciones de 2009, sin que ella lograra cuajar.
El Consejo de Países Miembros del Instituto Internacional para la Democracia y Asistencia Electoral (IDEA Internacional), convocado en Berna, Suiza, eligió a Bitar como miembro del Consejo Asesor del Instituto para el período 2016-2019.
En 2023 fue candidato a Consejero Constitucional por la región de Tarapacá, en la lista Todo por Chile, de centroizquierda (PPD,PDC,PR), siendo derrotado.
En 2025 fue elegido presidente del Directorio de la Fundacion Encuentros del Futuro, responsable Congresos del Futuro del Senado

### Premios y reconocimientos
En 2005, recibió la condecoración al mérito por servicios distinguidos por el gobierno de Perú con el grado de Gran Oficial. Más tarde, en 2006, recibió la misma condecoración en grado Gran Cruz. También fue galardonado por los gobiernos de Argentina, Venezuela y Marruecos. En 2016 recibió el premio " Ingeniero del año 2016" del Colegio de Ingenieros de Chile; en 2017, la Medalla de Oro del Instituto de Ingenieros de Chile y  el "O´Donnell Democracy Award" entregado por Latin American Studies Association (LASA).

## Obras
Bitar escribió un libro sobre sus vivencias como prisionero político en la Isla Dawson titulado Dawson Isla 10, editado y publicado por Pehuén Editores. Este texto fue llevado a la pantalla grande en 2009 en una película del mismo nombre dirigida por Miguel Littín, donde el actor Benjamín Vicuña encarna a al propio Bitar.
Isla 10 fue el nombre sustituto que sus carceleros le impusieron durante su encierro. Ha sido traducido al inglés, francés, español, árabe y albanés. En 2015 editó con Abraham Lowenthal el libro Democratic Transitions. Conversations with World Leaders, patrocinado por IDEA y publicado por Johns Hopkins University Press, que ha sido traducido al español, francés, holandés, árabe, birmano, vietnamita y portugués.

## Historial electoral

### Elecciones parlamentarias de 1993
- Elecciones parlamentarias de 1993, para la Circunscripción 1, Región de Tarapacá[28]

### Elecciones de consejeros constitucionales de 2023
Elecciones de consejeros constitucionales de 2023, por la Región de Tarapacá